# Lerchenfeld (Thun)

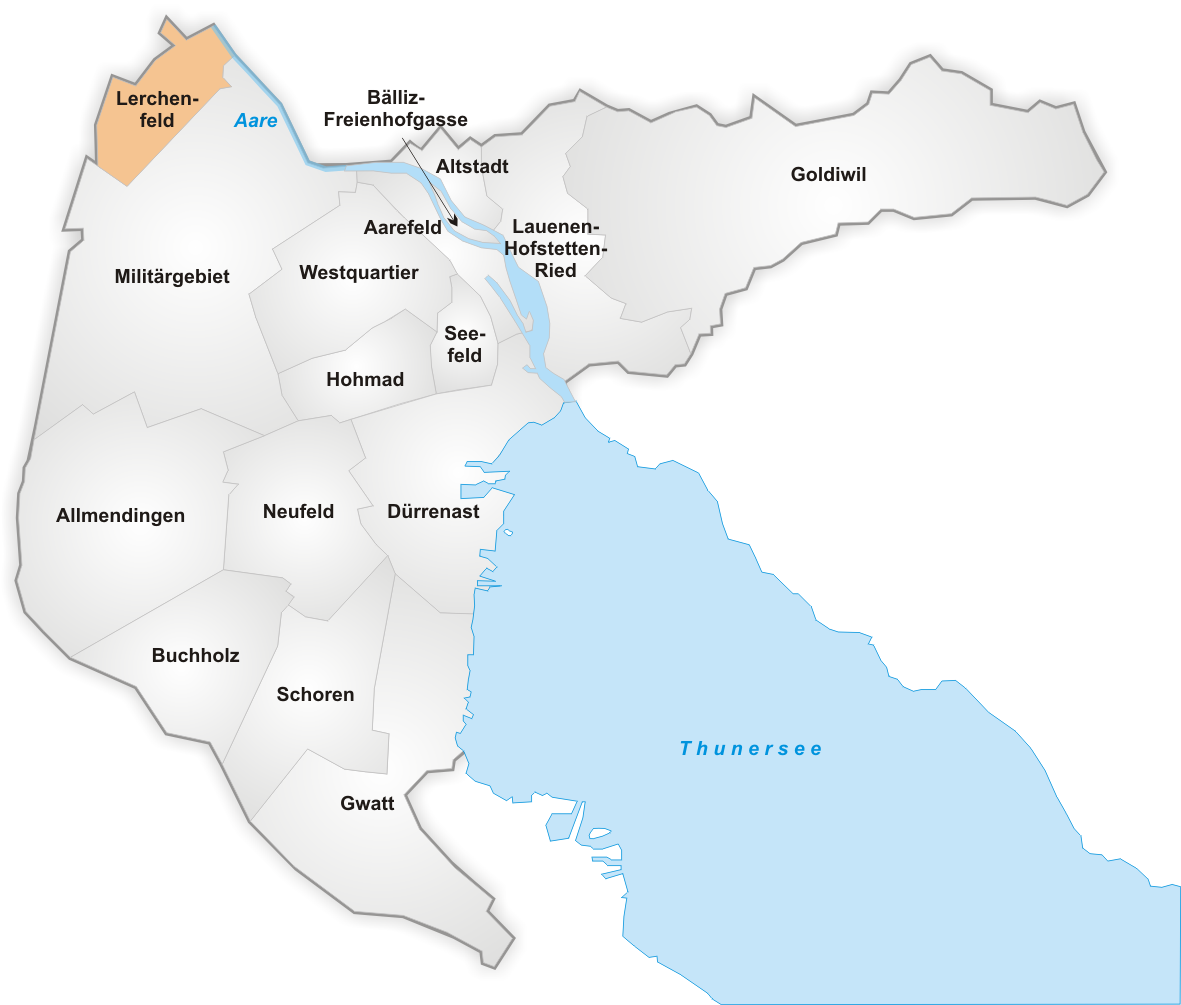
Quartier Lerchenfeld

Das Lerchenfeld ist ein Stadtteil von Thun in der Schweiz.

## Geographie
Das Lerchenfeld befindet sich im äussersten Nordwesten der Gemeinde Thun. Es ist vom Rest der Stadt durch das Militärgebiet (Thunerallmend und Kasernenareal) getrennt. Im Nordwesten grenzt es (abgegrenzt durch den Chandergrienwald [ehemaliges Flussbett der Kander] und die Autobahn A6) an Uetendorf, im Nordosten (abgegrenzt durch die Aare) an Heimberg und Steffisburg. Abgesehen vom Chandergrienwald besteht praktisch das ganze Quartiergebiet aus Wohnüberbauungen.

## Geschichte

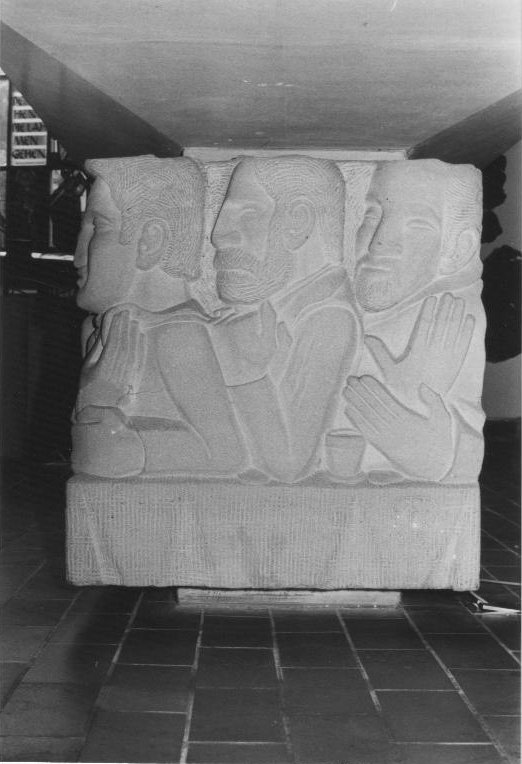
Altar (Seitenansicht) in der Lerchenfelder Kirche

Das Gebiet des heutigen Quartiers war ursprünglich unter dem Namen «Rossweid» bekannt und wurde als Weideland genutzt. Am Westrand grenzte es an die Kander, bis diese 1714 in den Thunersee abgeleitet wurde (Kanderkorrektion). Beim 1552 errichteten Zollhaus (heute ein Restaurant) erhob die Stadt Thun Brückenzoll.
Mitte der 1870er-Jahre begann die Überbauung mit Wohnhäusern, zunächst nur unmittelbar beim Zollhaus an der Allmendstrasse. 1908 erhielt das Quartier seinen heutigen Namen; in jene Zeit fällt auch eine verstärkte Überbauung auf dem gesamten Quartiergebiet. Seit 1926 hat das Lerchenfeld ein eigenes Schulhaus und eine Bahnstation (die 2008 wegen Nichtgebrauchs wieder geschlossen wurde); seit 1951 auch eine eigene Kirche mit einem Altartisch des Bildhauers Erwin Friedrich Baumann.

## Sehenswürdigkeiten
Koordinaten: 46° 46′ N, 7° 36′ O; CH1903: 612326 / 179511